# Бернд Краус
Бернд Краус (нім. Bernd Krauß, 15 червня 1953) — східнонімецький академічний веслувальник.
Олімпійський чемпіон 1980 року в складі вісімки.
Чемпіон світу 1979 року в складі вісімки, бронзовий призер 1977 року в складі розпашної двійки без стернового.